# 傑弗里·威雅維爾
杰弗里·亚特维尔爵士，RA（Sir Jeffry Wyatville；1766年8月3日—1840年2月18日）是一位英国建筑师。杰弗里·亚特维尔原姓怀亚特，于1824年被英国国王乔治四世赐姓为亚特维尔。杰弗里·亚特维尔的主要贡献为重修查茨沃斯莊園和温莎城堡。

## 資料來源
1. 1 2  .   [23 June 2008].
2. ↑  page 48, Sir Jeffry Wyatville Architect to the King, Derek Linstrum, 1972 Oxford University Press